# 크리스 와이드

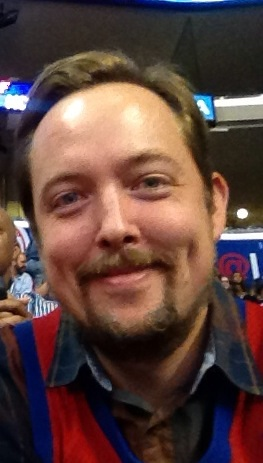

크리스 와일드(Chris Wylde, 1976년 8월 22일 ~ )는 미국의 배우이다.

## 출연 작품
- 이글 앤 더 알바트로스 (2018년)
- 웬 위 퍼스트 멧 (2018년)
- 사탄의 베이비시터 (2017년)
- 퀸카가 아니어도 좋아 (2015년) - Mr. 필모어 역
- 에코 (2014년) - 경비 역
- 닌자터틀 (2014년) - 리포터 역
- 마이키보이 (2013년)
- 럭키 바스타드 (2012년) - 크리스 역
- 더 던전 마스터 (2011년)
- 언데이터블 (2010년) - 본인 역
- 올스 페어 인 러브 (2009년)
- 레버넌트 (2009년) - 조이 역
- 더 키티 랜더스 쇼 (2008년)
- 디센트 (2007년)
- 더 텐 (2007년)
- 스트레인지 로이어 (2001년)
- 조는 못말려 (2001년)
- 에볼루션 (2001년)
- 스페이스 카우보이 (2000년)
- 코요테 어글리 (2000년)